# Mexikos Grand Prix 2015
Mexikos Grand Prix 2015, officiellt Formula 1 Gran Premio de México 2015, var en Formel 1-tävling som hölls den 1 november 2015 på Autódromo Hermanos Rodríguez i Mexico City, Mexiko. Det var den sjuttonde tävlingen av Formel 1-säsongen 2015 och kördes över 71 varv. Vinnare av loppet blev Nico Rosberg för Mercedes, tvåa blev Lewis Hamilton, även han för Mercedes, och trea blev Valtteri Bottas för Williams.

## Kvalet
| KR. | Nr | Förare            | Konstruktör          | Q1         | Q2       | Q3       | Grid |
| --- | -- | ----------------- | -------------------- | ---------- | -------- | -------- | ---- |
| 1   | 6  | Nico Rosberg      | Mercedes             | 1.20,436   | 1.20,053 | 1.19,480 | 1    |
| 2   | 44 | Lewis Hamilton    | Mercedes             | 1.20,808   | 1.19,829 | 1.19,668 | 2    |
| 3   | 5  | Sebastian Vettel  | Ferrari              | 1.20,503   | 1.20,045 | 1.19,850 | 3    |
| 4   | 26 | Daniil Kvyat      | Red Bull-Renault     | 1.20,826   | 1.20,490 | 1.20,398 | 4    |
| 5   | 3  | Daniel Ricciardo  | Red Bull-Renault     | 1.21,166   | 1.20,783 | 1.20,399 | 5    |
| 6   | 77 | Valtteri Bottas   | Williams-Mercedes    | 1.20,817   | 1.20,458 | 1.20,448 | 6    |
| 7   | 19 | Felipe Massa      | Williams-Mercedes    | 1.21,379   | 1.20,642 | 1.20,567 | 7    |
| 8   | 33 | Max Verstappen    | Toro Rosso-Renault   | 1.20,995   | 1.20,894 | 1.20,710 | 8    |
| 9   | 11 | Sergio Pérez      | Force India-Mercedes | 1.20,966   | 1.20,669 | 1.20,716 | 9    |
| 10  | 27 | Nico Hülkenberg   | Force India-Mercedes | 1.21,315   | 1.20,935 | 1.20,788 | 10   |
| 11  | 55 | Carlos Sainz, Jr. | Toro Rosso-Renault   | 1.20,960   | 1.20,942 |          | 11   |
| 12  | 8  | Romain Grosjean   | Lotus-Mercedes       | 1.21,577   | 1.21,038 |          | 12   |
| 13  | 13 | Pastor Maldonado  | Lotus-Mercedes       | 1.21,520   | 1.21,261 |          | 13   |
| 14  | 9  | Marcus Ericsson   | Sauber-Ferrari       | 1.21,299   | 1.21,544 |          | 14   |
| 15  | 7  | Kimi Räikkönen    | Ferrari              | 1.21,422   | 1.22,494 |          | 191  |
| 16  | 14 | Fernando Alonso   | McLaren-Honda        | 1.21,779   |          |          | 182  |
| 17  | 12 | Felipe Nasr       | Sauber-Ferrari       | 1.21,788   |          |          | 15   |
| 18  | 53 | Alexander Rossi   | Marussia-Ferrari     | 1.24,136   |          |          | 16   |
| 19  | 28 | Will Stevens      | Marussia-Ferrari     | 1.24,386   |          |          | 17   |
| —   | 22 | Jenson Button     | McLaren-Honda        | Ingen tid3 |          |          | 20   |

| Vidare från första kvalrundan ▬▬ Vidare från andra kvalrundan ▬▬ |

Noteringar:
- ^1  – Kimi Räikkönen fick 35 platsers nedflyttning för diverse otillåtna byten av komponenter i motorenheten, och fick ytterligare 5 platsers nedflyttning för att ha utfört ett otillåtet växellådsbyte.
- ^2  – Fernando Alonso fick 10 platsers nedflyttning för ett otillåtet motorbyte, och fick ytterligare 5 platsers nedflyttning för att ha utfört ett otillåtet växellådsbyte.
- ^3  – Jenson Button misslyckades att sätta en varvtid i kvalet. Han fick starta eftersom han fått dispens från domarna. Dessutom fick han 70 platsers nedflyttning för diverse otillåtna byten av komponenter i motorenheten.

## Loppet

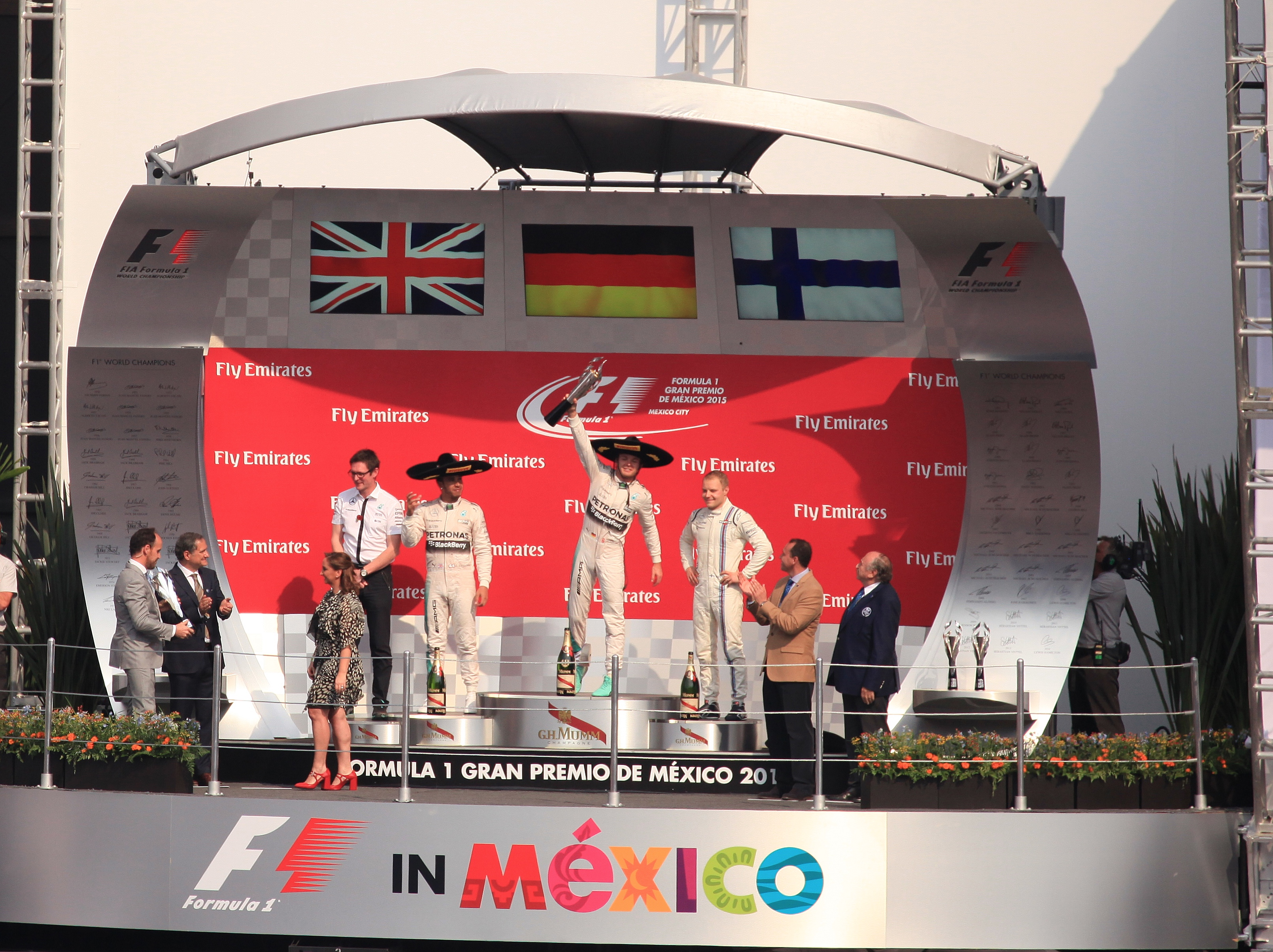
Topptrion på prispallen.

| Pos. | Nr | Förare            | Konstruktör          | Varv | Tid         | Grid | P  |
| ---- | -- | ----------------- | -------------------- | ---- | ----------- | ---- | -- |
| 1    | 6  | Nico Rosberg      | Mercedes             | 71   | 1:42.35,038 | 1    | 25 |
| 2    | 44 | Lewis Hamilton    | Mercedes             | 71   | +1,954      | 2    | 18 |
| 3    | 77 | Valtteri Bottas   | Williams-Mercedes    | 71   | +14,592     | 6    | 15 |
| 4    | 26 | Daniil Kvyat      | Red Bull-Renault     | 71   | +16,572     | 4    | 12 |
| 5    | 3  | Daniel Ricciardo  | Red Bull-Renault     | 71   | +19,682     | 5    | 10 |
| 6    | 19 | Felipe Massa      | Williams-Mercedes    | 71   | +21,493     | 7    | 8  |
| 7    | 27 | Nico Hülkenberg   | Force India-Mercedes | 71   | +25,860     | 10   | 6  |
| 8    | 11 | Sergio Pérez      | Force India-Mercedes | 71   | +34,343     | 9    | 4  |
| 9    | 33 | Max Verstappen    | Toro Rosso-Renault   | 71   | +35,229     | 8    | 2  |
| 10   | 8  | Romain Grosjean   | Lotus-Mercedes       | 71   | +37,934     | 12   | 1  |
| 11   | 13 | Pastor Maldonado  | Lotus-Mercedes       | 71   | +38,538     | 13   |    |
| 12   | 9  | Marcus Ericsson   | Sauber-Ferrari       | 71   | +40,180     | 14   |    |
| 13   | 55 | Carlos Sainz, Jr. | Toro Rosso-Renault   | 71   | +48,772     | 11   |    |
| 14   | 22 | Jenson Button     | McLaren-Honda        | 71   | +49,214     | 20   |    |
| 15   | 53 | Alexander Rossi   | Marussia-Ferrari     | 69   | +2 varv     | 16   |    |
| 16   | 28 | Will Stevens      | Marussia-Ferrari     | 69   | +2 varv     | 17   |    |
| Ret  | 12 | Felipe Nasr       | Sauber-Ferrari       | 57   | Bromsar     | 15   |    |
| Ret  | 5  | Sebastian Vettel  | Ferrari              | 50   | Krasch      | 3    |    |
| Ret  | 7  | Kimi Räikkönen    | Ferrari              | 21   | Kollision   | 19   |    |
| Ret  | 14 | Fernando Alonso   | McLaren-Honda        | 1    | Kraftenhet  | 18   |    |

| Förare och stall som tog poäng ▬▬ |

## Ställning efter loppet
|     | Pos. | Förare           | Poäng |
| --- | ---- | ---------------- | ----- |
| ▬   | 1    | Lewis Hamilton   | 345   |
| ▲ 1 | 2    | Nico Rosberg     | 272   |
| ▼ 1 | 3    | Sebastian Vettel | 251   |
| ▲ 1 | 4    | Valtteri Bottas  | 126   |
| ▼ 1 | 5    | Kimi Räikkönen   | 123   |

|   | Pos. | Konstruktör          | Poäng |
| - | ---- | -------------------- | ----- |
| ▬ | 1    | Mercedes             | 617   |
| ▬ | 2    | Ferrari              | 374   |
| ▬ | 3    | Williams-Mercedes    | 243   |
| ▬ | 4    | Red Bull-Renault     | 172   |
| ▬ | 5    | Force India-Mercedes | 112   |

- Notering: Endast de fem bästa placeringarna i vardera mästerskap finns med på listorna.